# George Laurence Craven
George Laurence Craven (* 1. Februar 1884 in Wednesbury, Staffordshire, Großbritannien; † 15. März 1967) war ein britischer Geistlicher und römisch-katholischer Weihbischof in Westminster.

## Leben
George Laurence Craven empfing am 29. Juni 1912 das Sakrament der Priesterweihe.
Am 14. Juni 1947 ernannte ihn Papst Pius XII. zum Titularbischof von Sebastopolis in Armenia und zum Weihbischof in Westminster. Der Erzbischof von Westminster, Bernard William Kardinal Griffin, spendete ihm am 25. Juli desselben Jahres die Bischofsweihe; Mitkonsekratoren waren der Weihbischof in Westminster, Edward Myers, und der Bischof von Portsmouth, John Henry King.
George Laurence Craven nahm an der ersten Sitzungsperiode des Zweiten Vatikanischen Konzils teil.